# Marie claire
『marie claire』（マリ・クレール）は、フランスで創刊され、現在は各国語で出版されている月刊ファッション雑誌。事業としてはアシェット・フィリパッキ・メディアが保有する。
同名のファッションブランドも存在する。

## 歴史
- 1937年、ジャン・プルヴォストが創刊。毎週水曜日に刊行される。フランスの読者は、この週刊誌を買い求めるために街中のニュース・スタンドに押し寄せた。
- 1942年、ドイツ軍侵攻により、フランス政府はマリ・クレールを含めるほとんどの雑誌の発行を中止する。
- 1954年、月刊誌として再び刊行される。
- 1976年、ジャン・プルヴォストが引退。娘のエヴリンが発行責任者となり、ロレアルグループを吸収する。

### 日本語版
日本版は1982年7月から中央公論社により発売され、角川書店→アシェット婦人画報社と出版元の変更を経て、2009年7月まで発売されていた。毎月28日発売。
1980年代後半の安原顯が副編集長だった時代に、女性ファッション雑誌の枠を逸脱したハイ・カルチャー誌であったことでも知られる。ジョン・アーヴィングの『熊を放つ』第1章（1984年7月号 - 1985年4月号）、ポール・セローの「コルシカ島の冒険」（1986年12月号）、レイモンド・カーヴァーの「轡」（1989年5月号）、同「使い走り」（1989年12月号）、同「でぶ」（1990年8月号）、村上春樹の「パン屋再襲撃」（1985年8月号）などを掲載した。1985年には三菱・ミラージュのCMに携わった。
2012年7月、最初の版元だった中央公論新社から再刊された。ただし、一般向けには発売されず、読売新聞購読者向けの会員誌とされ、毎月最終木曜、数か月に一度第2木曜（10日 - 16日にあたる場合）朝刊の別冊付録として首都圏の一般購読者に配布されている。
月刊誌でないこともあって、月号は定められず、「vol.-- No.--」のように表される。再刊第1号にあたる「vol.01 No.01」号の発売日は、付属した朝刊の発売日にあたる2012年7月26日とされている。
2021年4月、読売新聞東京本社が、中央公論新社からマリ・クレール事業の移管を受け、「marie claire（マリ・クレール）」に名称を変更した。
「人々の生活に、より豊かさをもたらすメディア」を目指すとして、これまでのファッション・ビューティーのトレンドに加え、インテリアやフード、旅、クルマなど、女性の生活を彩るためのコンテンツを拡充。海外の最新トレンド情報を充実させ、デザインも一新した。
ウェブサイトも刷新し、2021年6月に「marie claire digital」を開設した。本誌記事のほか、海外版の翻訳記事やウェブ独自の記事コンテンツを掲載。インスタグラムなどのSNSも活用し、すべての女性にmarie claire の世界観とそのコンテンツを届けるメディアになるとしている。
出版社・タイトルの変遷
- 1982年7月 - 1999年7月 - 『マリ・クレール・ジャポン』 / 中央公論社=当時
- 1999年6月 - 2003年5月 - 『マリ・クレール Japon』 / 角川書店
- 2003年6月 - 2009年7月 - 『マリ・クレール』 / アシェット婦人画報社=当時
- 2012年7月以降 - 『marie claire style』 / 中央公論新社（読売新聞購読特典）
- 2021年4月以降 - 『marie claire』 / 読売新聞東京本社

## 外国語版
現在、以下の国・地域で刊行されている。
| - アメリカ合衆国 - イギリス - イタリア - オーストラリア - オランダ - 中華民国 (台湾) | - ギリシャ - トルコ - ハンガリー - フランス - 中国 - 香港 | - ブラジル - アルゼンチン - マレーシア - 南アフリカ - ロシア - 大韓民国 |

## 携わった著名人
- 吉本ばなな（作家、『TUGUMI』を連載）
- 村上春樹（作家、翻訳と小説を掲載）
- 黒田夏子（作家、元校正者）
- 上田義彦（写真家）
- 安原顯（元副編集長）
- 池田稔（元編集長）
- 生駒芳子（元編集長）
- 東浦真弓（元編集長）